# 阿津川辰海
阿津川辰海（あつかわ たつみ／Atsukawa Tatsumi，1994年—），出生于东京都，毕业于东京大学，是日本推理小说作家。
2017年，他凭借《名侦探不会说谎》（日语：名探偵は嘘をつかない）参加新人发掘项目“KAPPA‐TWO”首次亮相。2018年他的《星詠師的記憶》（日语：星詠師の記憶）在本格推理小說 Best 10中排名第3名。

## 作品目录

### 单行本

#### 《馆四重奏》系列
- 紅蓮館殺人事件（ 講談社 2019年9月 / 新星出版社 2022年8月 / 春天出版 2024年6月）
- 蒼海館殺人事件（ 講談社 2021年2月 / 新星出版社 2024年7月）
- 黄土館殺人事件（ 講談社 2024年2月）

#### 其他小说
- 名侦探不会说谎（ 光文社 2017年6月）
- 星詠師的記憶（ 光文社 2018年10月 / 贵州人民出版社（发行） 出版预订）
- 透明人潜入密室（ 光文社 2020年4月 / 新浪读书【出品】北京联合出版公司【出版】 2022年7月 / 春天出版 2022年10月）
  - 收录作品：透明人潜入密室 / 六个狂热的日本人 / 被窃听的杀人 / 逃离第13号船室
- 套娃之夜（ 光文社 2022年5月 / 北京联合出版公司【出版】 2025年）
  - 收录作品：危险的赌博：私家侦探若槻晴海（危険な賭け 〜私立探偵・若槻晴海〜 ）/ 以“二〇二一年升学考试”为题的推理小说（二〇二一年度入試という題の推理小説） / 套娃之夜（入れ子細工の夜） / 六个激动的口罩人（六人の激昂するマスクマン）
- （光文社 2022年8月）